# 艾迪·柯林斯
愛德華·特羅布里奇·老柯林斯（英語：Edward Trowbridge Collins Sr.，1887年5月2日—1951年3月25日），綽號「Cocky」，為美國職棒大聯盟的二壘手，生涯在運動家待了13年，在白襪待了12年。是唯一一位在兩支球隊都待超過12年的球員。
1925年，柯林斯成為第6位達成3000安成就的球員。1939年入選名人堂。

## 職業生涯

### 費城運動家
1906年9月17日，年僅19歲的柯林斯登上大聯盟。不過他只出賽6場，15個打數擊出3安。
1907年，柯林斯出賽14場，23個打數擊出8安。1908年，他出賽102場。1909年，柯林斯首度打滿整個球季。打擊率3成47，盜壘67次。1910年，柯林斯盜壘成功81次，是美聯首位單季80盜以上的球員，並首度打進世界大賽，助球隊拿到首座冠軍。
柯林斯是大聯盟史上唯五位單場5盜的球員，更是唯一一位2次達成此成就的球員。1910年到1914年，運動家拿下3座世界大賽冠軍。1914年，柯林斯獲得查莫獎（現今MVP的前身）。
1914年，聯邦聯盟成立，並開始招收美聯和國聯的球員。為了留住柯林斯，運動家教練Connie Mack給予柯林斯5年的合約，但是柯林斯拒絕了。Mack將柯林斯交易至白襪隊，他成為史上第一位拿下MVP隔年即被交易的球員（另兩位是2003年的艾力士·羅德里奎茲和2017年的賈恩卡洛·斯坦頓）。白襪隊在1915年給柯林斯1萬5000美元的合約，當時只有泰·柯布和特里斯·史畢克的薪水比他還高。

### 芝加哥白襪
加入白襪後，白襪在1917年拿下世界大賽冠軍，1919年也拿下美聯第一。1919年世界大賽爆發黑襪事件，柯林斯當時打擊率僅2成26。不過當時大家都認為他是清白的，沒有參與放水打假球。
1924年，他被提名為球員兼教練直到1926年，這三年白襪的戰績是174勝160敗。

### 再回運動家
1927年，40歲的柯林斯回到運動家。不過1928年起，柯林斯多半擔任代打，並未再擔任先發選手。1929年和1930年的世界大賽，柯林斯一場都沒上去打過，他甚至在1930年的8月2日就退休了。
憑著三千安和優異且穩定的守備，柯林斯在1939年入選名人堂。在所有三千安成員中，柯林斯的全壘打是最少的（47）。

## 經營團隊

### 波士頓紅襪
1933年，剛退休不久的柯林斯建議他的同學Tom Yawkey買下紅襪隊，而他自己隨後也成為紅襪隊的執行長。
當時的紅襪隊是一隻超級大爛隊：自從賣掉貝比魯斯之後，他們居然已經連續13年的勝率未達五成，連四成勝率都只有3次。不過柯林斯入主之後首先簽下大量運動家隊球星，法克斯和葛洛夫的到來瞬間把紅襪的戰績拉回競爭者的行列。除了買大牌球員的精準眼光之外，他在任內還簽下了幾個潛力新人，最知名的如威廉斯和多爾等人。
1946年紅襪隊還以104勝的驚人成績打進了世界大賽，單季百勝和打進世界大賽都是貝比魯斯離隊後第一次，不過紅襪以3-4敗給了穆休領軍的紅雀隊，沒能在貝比魯斯去世前打破這個魔咒。直到柯林斯1947年因為年齡和健康問題退休前，紅襪隊在這15年有11年的勝率達到五成，十年間四次百敗的隊伍在他任內最爛的戰績只有86敗（他接手的第一年）。隨後，由柯林斯期間的紅襪隊總教練克羅寧接手了執行長的位子，而柯林斯在1951年因為心臟疾病在波士頓過世。
因為擔任執行長期間對戰績的顯著提升，柯林斯日後也入選了紅襪隊的名人堂。不過Tom Yawkey和柯林斯一直被認為是有種族歧視的嫌疑，紅襪隊在柯林斯任內成為第一支啟用拉丁美洲球員的球隊（1933年，Mel Almada），但他們一直要到1959年才登錄非洲裔黑人球員，這時間是羅賓森加入聯盟12年後了，也因此整個50年代，各隊開始接納黑人球員時，紅襪隊高層就這樣把威廉斯的全盛時期浪費掉了。

## 生涯打擊數據
| 出賽次數 | 打數 | 得分 | 安打 | 二安 | 三安 | 全壘打 | 打點 | 盜壘 | 盜壘失敗 | 保送 | 三振 | 打擊率 | 上壘率 | 長打率 | 整體攻擊指數 | 壘打數 | 犧牲觸擊 | 觸身球 |
| -------- | ---- | ---- | ---- | ---- | ---- | ------ | ---- | ---- | -------- | ---- | ---- | ------ | ------ | ------ | ------------ | ------ | -------- | ------ |
| 2826     | 9949 | 1821 | 3315 | 438  | 187  | 47     | 1300 | 741  | 195      | 1499 | 467  | .333   | .424   | .429   | .853         | 4268   | 512      | 77     |

## 紀念
1999年，The Sporting News將柯林斯評為大聯盟百大球員第24名。還被提名至大聯盟世紀球隊。他一共拿下6座世界大賽冠軍，雖然他在1929年和1930年的世界大賽都沒有登板。
他的兒子，小艾迪·柯林斯，畢業於耶魯大學。並於1939年、1941-1942年間短暫在費城運動家打球。

## 外部連結
- 球員資訊和成績在MLB，ESPN，Baseball-Reference，Fangraphs，The Baseball Cube（英文）